# Lars Høgvold
Lars Høgvold (często także Høbvold, ur. 11 września 1888 w Løten; zm. 31 grudnia 1961) – norweski skoczek narciarski. W 1916 odznaczony medalem Holmenkollen. W 1926 zajął 6. miejsce na Mistrzostwach Świata w Narciarstwie Klasycznym w Lahti.